# Solanum sagittantherum
Solanum sagittantherum är en potatisväxtart som beskrevs av Granados-tochoy och C.I. Orozco. Solanum sagittantherum ingår i släktet skattor som ingår i familjen potatisväxter. Inga underarter finns listade i Catalogue of Life.